# 김우중
김우중(金宇中, 1936년 12월 19일~2019년 12월 9일)은 대한민국의 기업인으로 대우그룹 초대 회장이다.

## 생애

### 유년기
1936년 대구 중구에서 대구사범학교 교수인 김용하와 전인항 사이의 6남매 중 4남으로 태어났다. 부친인 김용하는 본관은 광산으로 호는 우당이며 경성제국대학 예과를 졸업하고 후일 서울사범학교 교장과 제주도지사를 지냈다.
6.25 전쟁으로 아버지가 납북되자 15세에 홀 어머니 아래서 소년 가장으로 가족들의 생계를 도맡았다. 휴전 후 상경해 경기중학교와 경기고등학교 진학하고 1956년 연세대학교 경제학과에 입학해 학창 생활을 보냈다.

### 대우실업 설립
1960년 25세로 연세대학교에서 학사 학위 취득하고 1966년까지 섬유 수출업체인 한성실업에 근무했다.
1967년 3월 32세에 트리코트 원단생산업체인 대도섬유의 도재환과 공동출자해 자본금 500만원으로 대우실업을 설립했다. 대우(大宇)는 대도섬유의 대(大)와 김우중의 우(宇)를 따서 만들었다. 첫해 싱가포르에 트리코트 원단과 제품을 수출해 58만 달러 규모의 수출실적을 올렸고, 인도네시아, 미국 등지로 시장을 넓혀 성공을 거두었다.
1970년대 초반부터 대우건설, 대우증권, 대우전자, 대우조선 등을 창설하며 1974년에 1억불의 수출탑을 달성하는데 성공하며 신흥 재벌이 되었다. 1981년에 스스로 회장의 자리에 올랐다. 1982년 1월에는 (주)대우를 출범시키며 재계 4위에 올랐다.
그는 바둑 3급 공인의 기력을 보유하였고, 1983년 한국기원 2대 총재로도 취임했다. 1987년부터 1993년까지 대한축구협회의 회장을 맡았다. 1989년에 펴낸 자서전인 《세계는 넓고 할 일은 많다》는 베스트셀러가 되었다. 1990년 장남 김선재가 미국에서 교통사고로 사망했다.
1992년 제14대 대통령 선거를 앞두고 대선 출마설이 돌았지만, "새한국당이 대통령 후보로 추대하는 영입교섭이 들어와도 응하지 않을 것"이라며 대통령 선거 불출마를 선언하였다.
1993년 대우그룹은 세계 경영을 선포하였다. 1996년 전두환, 노태우 전 대통령의 비자금 사건에 연루되었다. 1998년 대우그룹을 재계 2위로 성장시켰다.

### IMF로 인한 대우그룹 해체
1997년 IMF 구제금융으로 한국경제가 큰 타격을 받았고, 그로 인한 여파로 부채비율이 400% 이상이었던 대우그룹은 쌍용을 인수하는 등 확장정책을 이어나갔지만 일본 노무라 증권이 1998년 10월 25일에 발표한 '대우에 비상벨이 울린다'는 보고서 1장으로 사실상 대우그룹이 위기를 맞게 된다. 후에 계열사를 41개에서 4개업종 10개 회사로 구조조정 단행과 삼성그룹과의 빅딜도 추진하나 둘 다 실패했다. 1999년 8월 26일 이미 구조조정으로 회사 41개중 16개가 매각되었고 남은 25개 회사 중 12개가 워크아웃을 신청하였다. 당시 부채는 500억 달러였다. 당시 대우그룹은 금융부문을 중점으로 두고 사업확장을 하여 내부적으로 부채가 많았다. 사실상의 그룹 해체였다. 1999년 11월 1일 김우중은 13명의 대우그룹 사장단들과 함께 경영포기 및 회장직을 사퇴하였다. 검찰의 수사를 피하기 위해 출국한 후 도피생활을 하였으며, 중국에서 호화롭게 생활을 했다는 주장과, 반대로 유럽 등지의 3류 호텔에서 햄버거로 끼니를 때우며 어렵게 생활했다는 주장이 있다. 당시 대우그룹은 당시 김대중 정부가 정치적으로 탄압했다는 설과 단순한 구조조정 실패라는 의혹이 제기되었다.

### 대우그룹 해체 이후
5년 8개월 간의 해외로 도피 생활을 지속하다가, 2005년 6월 14일 입국하여 검찰의 조사를 받았다.
2006년 11월 3일 열린 서울고등법원 항소심에서 분식회계 및 사기대출, 횡령 및 국외 재산도피 혐의로 징역 8년 6개월, 벌금 1000만원, 추징금 17조 9천 253억원의 형을 구형받았고, 항소를 포기하여 형이 확정되었다. 2007년 12월 31일 대통령 특사로 사면되었다. 2014년 기준으로 전체 추징금의 0.5% 정도인 약 887억원을 납부하였다. 2013년 김우중법에 대해 논란이 일었고, 여전히 17조 8000여억에 달하는 추징금을 미납한 상태이다. 2014년 연초에는 결국 대우그룹 창립 기념일에 추징금 문제가 불거져 참석하지 못했다. 그해 8월 26일에 대우그룹 해체 15주기를 맞아 《아직도 세계는 넓고 할일은 많다》라는 회고록을 출간하였다.
이후 베트남 등지에서 해외 기업인 양성에 힘쓰다가 2019년 12월 9일 오후 11시 50분 수원시 아주대병원에서 향년 82세로 숙환으로 별세하였다.

## 대중 매체
- 김우중 회장 사망 시점과 관련하여 회장에 배우 이병헌이 중앙정보부장 역으로 열연한 영화 《남산의 부장들》[3] 포스터가 영화 개봉 시기에 관한 언급도 전혀 없이 나오고 있었다.

## 학력
- 서울수송국민학교(졸업)
- 경기중학교(졸업)
- 경기고등학교(졸업)
- 연세대학교(경제학/학사)

## 약력
- 1979년: 새한자동차(현 한국지엠) 회장
- 1970년: 대우실업 대표이사 사장
- 1982년 ~ 1999년: 대우그룹 회장
- 1988년 ~ 1989년: 대한축구협회 회장

## 가족 관계
- 아버지 : 김용하(金容河, 1896년 ~ ?)
- 어머니 : 전인항(全仁恒 1898년 ~ ?)
  - 부인 : 정희자(鄭姬子, 1940년 2월 20일 ~)
    - 장녀 : 김선정(金善政, 1965년 9월 17일 ~)
    - 장남 : 김선재(金善宰, 1967년 1월 7일 ~ 1990년 11월 21일)
    - 차남 : 김선협(金善協, 1968년 8월 15일 ~) 며느리 박은영 고 박정구 회장 딸
    - 삼남 : 김선용(金善勇, 1975년 3월 21일 ~)

## 같이 보기
- 루이 셰브럴레이